# Per Bergman (läkare)
Per Olof Åke Bergman, född 13 juli 1914 i Göteborg, död 28 augusti 2005 i Örgryte församling, var en svensk läkare. 
Bergman blev medicine licentiat vid Lunds universitet 1941, medicine doktor där 1950 på avhandlingen Sexual cycle, time of ovulation, and time of optimal fertility in women: Studies on basal body temperature, endometrium, and cervical mucus, var docent i obstetrik och gynekologi vid Lunds universitet 1950–1957, vid Göteborgs universitet 1958, professor och överlärare vid Barnmorskeläroanstalten i Göteborg och överläkare vid kvinnokliniken II på Sahlgrenska sjukhuset 1957–1967, överläkare vid kvinnokliniken på Östra sjukhuset 1968–1979 och chefsläkare där 1968–1977. Han författade skrifter i gynekologi, obstetrik och endokrinologi. Per Bergman är begravd på Kvibergs kyrkogård i Göteborg.